# Nahash
Nahash — литовская блэк-метал-группа, образованная в 1993 году в Каунасе; один из первых музыкальных коллективов подобного рода в Литве. Бессменным лидером и единственным постоянным участником Nahash является вокалист и гитарист Витас Станкус.

## Происхождение названия
Наха́ш (др.-евр. נחש‬; «змей») — библейский змей, соблазнивший Еву вкусить запретный плод от Древа познания добра и зла в Райском саду. Первоначально — властный дух, ангел, «помазанный херувим», впоследствии павший духовно и изгнанный из рая. После изгнания из рая Нахаш по воле Творца стал «сатаной» (др.-евр. שטן‬, «сата́н»; «противостоящий на суде», «враг», «обвинитель»), то есть обвинителем, прокурором, или «дьяволом» (др.-греч. διάβολος, «диа́болос»; «клевещущий»), то есть клеветником; на змея также были возложены функции палача, карающего преступников.

## История группы
В 1991 году в Каунасе была сформирована группа Nemesis, которая играла смесь нескольких поджанров метала — трэша и дэта. В состав Nemesis входили вокалист и гитарист Рамунас «Мунис» Першонис, гитарист Витас Станкус, басист Римас Лапе и ударник Миндаугас. За время существования группы музыканты успели принять участие в нескольких концертах и записать демокассету Black Spirituality. После распада Nemesis в 1993 году Станкус основал Nahash, Першонис — Poccolus, а Лапе присоединился к прогрессив-метал-команде Spellbound. На первых порах Мунис также играл в Nahash, но позже сосредоточился на собственном проекте.
В 1994 году музыканты записали демонстрационный альбом Nocticula Hecate, который в том же году был издан усилиями самой группы в формате компакт-кассеты. Помимо Станкуса и Першониса, в создании Nocticula Hecate также приняли участие басист Нериюс, ударник Миндаугас (ex-Nemesis) и клавишник Tirant (Тиронас). В 1996 году демоальбом был переиздан литовским лейблом Ledo Takas Records на аналогичном носителе.
В том же 1996 году Ledo Takas Records выпустил в кассетном формате дебютный студийный альбом Nahash Wellone Aeternitas тиражом в 1100 копий. Альбом был записан в обновлённом составе: на этот раз Станкус привлёк к сотрудничеству Нериюса, гитариста Питаса, ударника Тадаса (Казлаускаса, владельца Ledo Takas Records), а также клавишника Тиронаса (в качестве приглашённого исполнителя). В 1997 году музыка группы впервые была обнародована в формате компакт-диска — Wellone Aeternitas был переиздан французским лейблом Drakkar Productions.
Nocticula Hecate и Wellone Aeternitas были проданы тиражом в пару тысяч экземпляров каждый, причём 90 % копий было реализовано за пределами Литвы.
Поскольку музыкантов категорически не устраивало качество услуг, предоставляемых литовскими студиями звукозаписи, в 2002 году группа основала собственную студию, получившую название Ophys Studio — именно там в 2003 году была записана демонстрационная версия студийного альбома Daath. В 2005 году, после завершения работ по реновации Ophys Studio и подписания контракта с Drakkar Productions, музыканты приступили к записи чистовой версии Daath. В одном из интервью, опубликованном в марте 2005 года, Станкус утверждал, что очередной альбом появится «примерно в конце лета» того же года.
С момента заключения договора с французским лейблом группа периодически возвращалась к работе над Daath, пока наконец в 2015 году альбом не был записан. Daath был издан в августе 2016 года Drakkar Productions в двух форматах — компакт-диска и двух виниловых пластинок. В создании альбома принял участие следующий состав музыкантов, взявших себе сложносочинённые псевдонимы: Xe Xe Chax Heyatha Zhaiyrhous (Станкус), Zheamoth Hazatha Flauros (Гедрюс Маркаускас, ex-Ha Lela, ex-Poccolus) — гитара, Mega’on Hera Crarihus (Марюс Лекечинскас, ex-Valefar, ex-Mountainside) — бас, Sir Glasya Labolas (Сергей Лебедев, ex-GodZero, ex-Ossastorium) — ударные.
За свою карьеру участникам Nahash доводилось выступать на фестивалях Baltic Thunder и Mėnuo Juodaragis, а также на блэк-метал-концертах в Турку (West Coast Holosaust), Риге, Москве и других городах.

## Текущий состав
- Xe Xe Chax Heyatha Zhaiyrhous (Витас Станкус) — вокал, гитара
- Zheamoth Hazatha Flauros (Гедрюс Маркаускас) — гитара
- D. (Довидас Ауглис) — гитара
- Mega’on Hera Crarihus (Марюс Лекечинскас) — бас
- Sir Glasya Labolas (Сергей Лебедев) — ударные

## Дискография
| Год  | Название           | Тип              | Лейбл                                    |
| 1994 | Nocticula Hecate   | Демоальбом       | Саморелиз (MC, Литва)                    |
| 1996 | Wellone Aeternitas | Студийный альбом | Ledo Takas Records (MC, Литва)           |
| 2016 | Daath              | Студийный альбом | Drakkar Productions (CD и 2xLP, Франция) |